# Ross Granville Harrison
Ross Granville Harrison (Germantown, 13 de enero de 1870-New Haven, 30 de septiembre de 1959) fue un biólogo y anatomista estadounidense, conocido por ser el primero en trabajar con éxito con cultivos de tejidos artificiales.

## Biografía académica
Harrison ingresó en la Johns Hopkins Medical School en 1886, licenciándose en 1889 a los diecinueve años. En 1890 trabajó como asistente de laboratorio para la United States Fish Commission, donde estudió la embriología de la ostra junto con E. G. Conklin y H. V. Wilson.
En 1891 participó en un viaje a Jamaica destinado a realizar trabajos de campo en zoología marina. Durante 1892-3, 1895-6 y 1898, atraído por el trabajo de Moritz Nussbaum, trabajó en Bonn, Alemania. Allí obtuvo su máster en 1889 y su doctorado en 1894, después de asistir a los cursos de fisiología de H. Newell Martin y morfología con William Keith Brooks. Se dedicó al estudio de las matemáticas, la astronomía y el latín y las lenguas clásicas. Trabajó con Thomas Hunt Morgan como profesor de morfología en Bryn Mawr. El 9 de enero de 1896 se casó con Ida Lange en Altona, Alemania. Tuvieron 4 hijos.
Entre 1899 y 1907 fue profesor asociado de anatomía en la Johns Hopkins, enseñando histología y embriología. Por aquel entonces, Harrison ya había publicado más de veinte artículos y se había ganado el reconocimiento de grandes biólogos. Su trabajo en el cultivo de tejidos se convirtió en una obra muy influyente.
A continuación se trasladó a New Haeven para ocupar un puesto en la Universidad de Yale, donde ocupó la cátedra Bronson de Anatomía comparada, participando durante 1913 en la revitalización y reorganización de las distintas facultades de las que fue miembro. En 1913 fue elegido miembro de la National Academy of Sciences y la American Philosophical Society. Desde 1914 y hasta su jubilación en 1938, Harrison fue el consejero jefe de personal de la Escuela de Medicina.
La Primera Guerra Mundial fue un tiempo difícil para Harrison, dadas sus creencias pacifistas y su vínculo con Alemania, tanto por su mujer como por los estudios que allí había realizado. No obstante, Harrison continuó con sus investigaciones embriológicas en torno a las simetrías del desarrollo. Mediante experimentos de disección, trasplante y rotación de la extremidad embrionaria, demostró que los ejes principales que aparecen en la morfogénesis de las extremidades están determinados independientemente y en tiempos ligeramente distintos: la determinación del eje antero-posterior precede a la del eje dorso-ventral.
Harrison logró cultivar con éxito neuroblastos de rana en un medio linfático, dando el primer paso hacia la investigación moderna sobre las células madre. Fue propuesto al premio Nobel por su trabajo sobre el crecimiento de células nerviosas, fundamental para la comprensión actual del sistema nervioso, y contribuyó de un modo fundamental al desarrollo de la técnica quirúrgica de trasplante de tejidos.
Ya jubilado, Harrison fue llamado en varias ocasiones para actuar como consejero del gobierno de los Estados Unidos. Sus dotes organizativas fueron esenciales para el establecimiento de vínculos entre los científicos, el gobierno y los medios de comunicación. Fue presidente del National Research Council entre 1938 y 1946. Fue miembro del Science Committee of the National Resources Planning Board en 1938 y presidente del Committee on Civil Service Improvement en 1939.

## Honores
Harrison recibió numerosos premios en reconocimiento a su carrera. Fue editor del Journal of Experimental Zoology hasta 1946.